# Міжнародний кубок чемпіонів

Міжнародний кубок чемпіонів (англ. International Champions Cup, ICC) — щорічний клубний виставковий турнір з футболу. В ньому беруть участь європейські футбольні клуби в рамках передсезонної підготовки. Спочатку змагання проводилось лише у США та Канаді. Але зараз з перервами проводяться також у Китаї, Австралії, Мексиці та у Європі. Турнір заснований спортивною фірмою Relevent Sports, підрозділом компанії RSE, що базується у північному Нью-Джерсі, серед засновників якої мільярдери та співвласники команди з американського футболу «Маямі Долфінс» Стівен Росс та Метт Хіггінс.
Турнір був покликаний замінити World Football Challenge, у якому європейські та американські команди були представлені рівномірно.

## Регламент
Формат змінюється кожен раз.
Під час змагань у 2013 році брали участь вісім команд. Учасники були поділені на Східну та Західну групи, згідно базування їхніх матчів у групі. Переможці матчів першого раунду зіграли один з одним у другому турі, а команди, що програли також зіграли один з одним у другому турі. Дві команди, що перемогли у перших двох матчах вийшли до фіналу. Інші три команди були розподіленні по місцям у групі, за показниками, здобутими у попередніх двох матчах. Команди, що зайняли однакові місця у групах грали між собою, розділивши таким чином місця з першого по восьме.  
У сезоні 2014 року, ця система була змінена. Команди були розподілені не за географічним принципом і грали у групі за круговим принципом по одній грі з кожним суперником.

## Результати за роками
| Рік  | Команд | Північна Америка та Європа | Північна Америка та Європа | Австралія                 | Австралія                 | Китай                                      | Китай                                      | Сінгапур                  | Сінгапур                  |
| Рік  | Команд | Переможець                 | Фіналіст                   | Переможець                | Фіналіст                  | Переможець                                 | Фіналіст                                   | Переможець                | Фіналіст                  |
| ---- | ------ | -------------------------- | -------------------------- | ------------------------- | ------------------------- | ------------------------------------------ | ------------------------------------------ | ------------------------- | ------------------------- |
| 2013 | 8      | Реал Мадрид                | Челсі                      | не відбувався             | не відбувався             | не відбувався                              | не відбувався                              | не відбувався             | не відбувався             |
| 2014 | 8      | Манчестер Юнайтед          | Ліверпуль                  | не відбувався             | не відбувався             | не відбувався                              | не відбувався                              | не відбувався             | не відбувався             |
| 2015 | 15     | Парі Сен-Жермен            | Нью-Йорк Ред Буллз         | Реал Мадрид               | Рома                      | Реал Мадрид                                | Мілан                                      | не відбувався             | не відбувався             |
| 2016 | 17     | Парі Сен-Жермен            | Ліверпуль                  | Ювентус                   | Атлетіко (Мадрид)         | переможця не визначено через відміну матчу | переможця не визначено через відміну матчу | не відбувався             | не відбувався             |
| 2017 | 15     | Барселона                  | Манчестер Сіті             | не відбувався             | не відбувався             | переможця не визначено 1                   | переможця не визначено 1                   | Інтернаціонале            | Баварія (Мюнхен)          |
| 2018 | 18     | Тоттенгем Готспур          | Тоттенгем Готспур          | Тоттенгем Готспур         | Тоттенгем Готспур         | Тоттенгем Готспур                          | Тоттенгем Готспур                          | Тоттенгем Готспур         | Тоттенгем Готспур         |
| 2019 | 12     | міжконтинентальний формат  | міжконтинентальний формат  | міжконтинентальний формат | міжконтинентальний формат | міжконтинентальний формат                  | міжконтинентальний формат                  | міжконтинентальний формат | міжконтинентальний формат |

## Зовнішні посилання
- Офіційний сайт